# Cerambyx cerdo
El gran capricornio (Cerambyx cerdo), también conocido como  capricornio mayor y capricornio de las encinas  es una especie de coleóptero crisomeloideo de la familia Cerambycidae, subfamilia Cerambycinae.

## Descripción
Es de gran tamaño, con un rango amplio de longitud entre 25 y 62 mm, de color negro en casi su totalidad, excepto en los extremos de los élitros, que muestran un tono vino oscuro. La cabeza presenta fuertes mandíbulas y es rugosa; las antenas tienen once artejos o segmentos, y en los machos sobrepasan ampliamente la longitud de los élitros, mientras que en las hembras no suelen sobrepasar el ápice elitral.
El brillante pronoto está surcado por marcadas estrías transversas; los élitros son acharolados, brillantes y granulosos, con los bordes externos paralelos en su primer tercio y algo convergentes en su parte final, presentando un esbozo de espina en el ápice.
La denominación “capricornio de las encinas” proviene del francés, ya que en la península ibérica por lo general esta especie carece de nombre vulgar. 
En Europa y Norte de África esta especie se puede confundir con otras seis especies diferentes del género Cerambyx, siendo los principales caracteres diferenciadores entre ellas la longitud de las antenas, la forma y grosor de los cinco primeros artejos antenales, el tono de los élitros, y la presencia de una pequeña espina apenas marcada en el ápice elitral.

## Distribución
Cerambyx cerdo es una especie de amplia distribución euroasiática, estando presente también en el Norte de África, en islas del Mediterráneo como Córcega, Cerdeña, Sicilia, Mallorca, Elba, Malta, Creta, así como en Armenia, Azerbaiyán, Caucaso, Transcaucasia, Georgia, Irán, Irak, Oriente Próximo, Turquía, Palestina, Siria, Líbano, Jordania. Está casi ausente en la península escandinava, salvo en su extremo sur y falta en las islas británicas. Se conoce su presencia fósil en el Reino Unido pero las citas recientes de esta especie en Gran Bretaña parecen referirse a ejemplares transportados artificialmente desde la Europa continental. Debido a esta amplia distribución geográfica, que determina su mejor conocimiento y su más antigua descripción por Linneo, Cerambyx cerdo es la especie tipo del género Cerambyx.

## Protección legal y abundancia
Esta especie fue incluida en el Anexo II del Convenio de Berna de 1979 relativo a la conservación de la vida silvestre y del medio natural en Europa, en la categoría de especies de fauna estrictamente protegidas. Según la IUCN, es una especie vulnerable. También la Directiva de Hábitats considera esta especie de interés comunitario de tal forma que requiere una protección estricta (Anexo IV). A nivel nacional, Cerambyx cerdo no está incluida en el Catálogo Español de Especies Amenazadas pero sí en Listado de Especies Silvestres en Régimen de Protección Especial. La menor preocupación legislativa a nivel nacional con respecto a la normativa internacional obedece a su presencia más frecuente en las latitudes mediterráneas que en el centro y norte de su área de distribución, llegando en algunas ocasiones a causar daño al arbolado, como en Mallorca. En las dehesas del oeste de la Península ibérica la especie dañina no es Cerambyx cerdo, sino su congénere Cerambyx welensii

## Ciclo biológico
Sus larvas se desarrollan en madera de encinas y robles (Quercus spp.).
Tiene desarrollo holometabólico, como todo el orden Coleoptera, pasando por fase de huevo, larva, pupa y adulto o imago. La vida larvaria dura tres o cuatro  años en el interior de los troncos de sus plantas huéspedes, hasta que acumula suficientes reservas como para transformarse en el escarabajo adulto. La pupación o metamorfosis se produce en verano, dando lugar a un imago aún inmaduro, que no emerge al exterior hasta el comienzo del verano siguiente, predominantemente en el mes de junio. Los adultos no se alimentan o pueden lamer la savia que rezuma de las heridas de los árboles, siendo atraídos también por algunas frutas muy maduras. Por ello su vida de adulto es de solo unos pocos días o semanas, siendo de hábitos predominantemente nocturnos.

## Galería

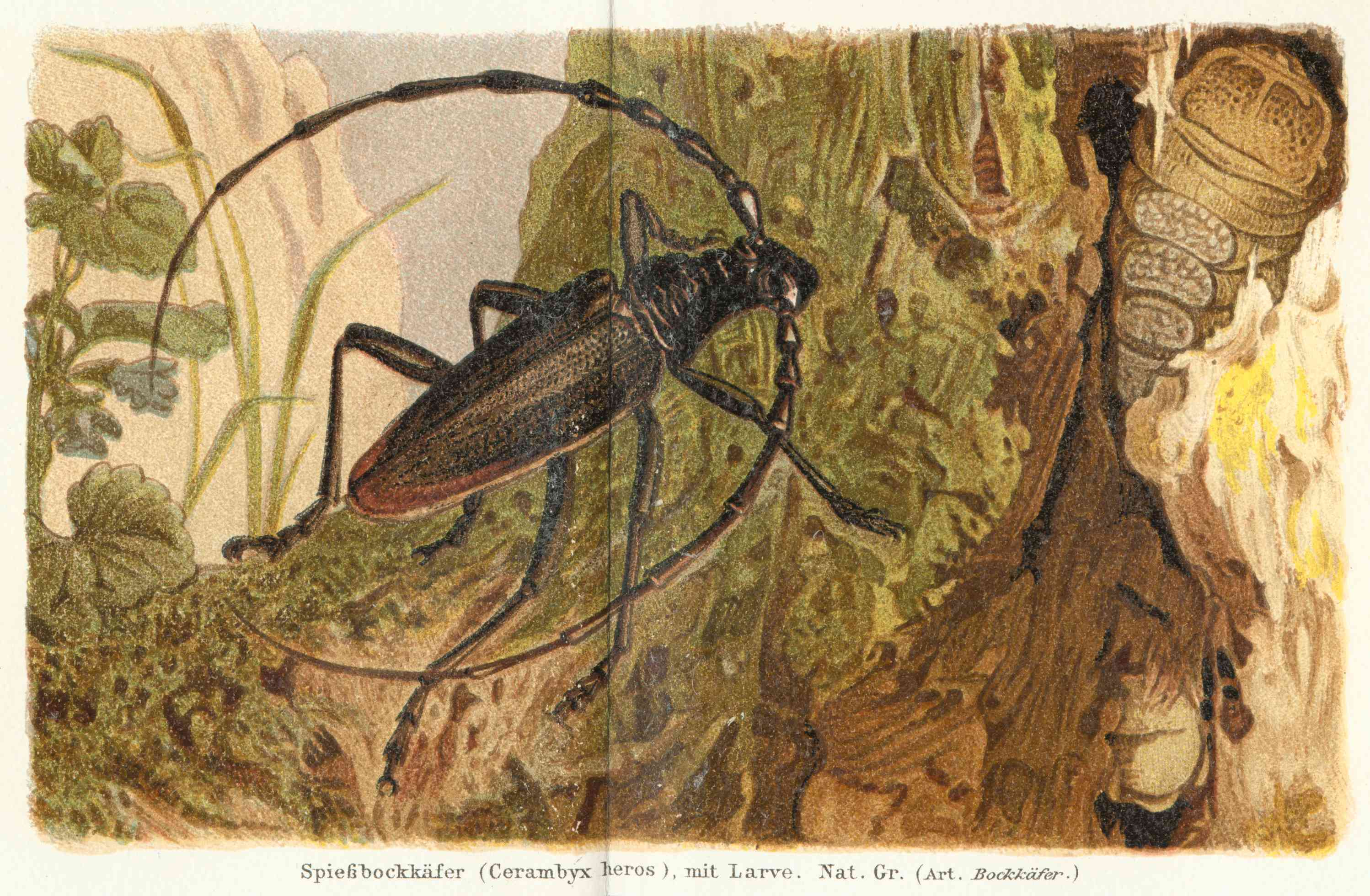
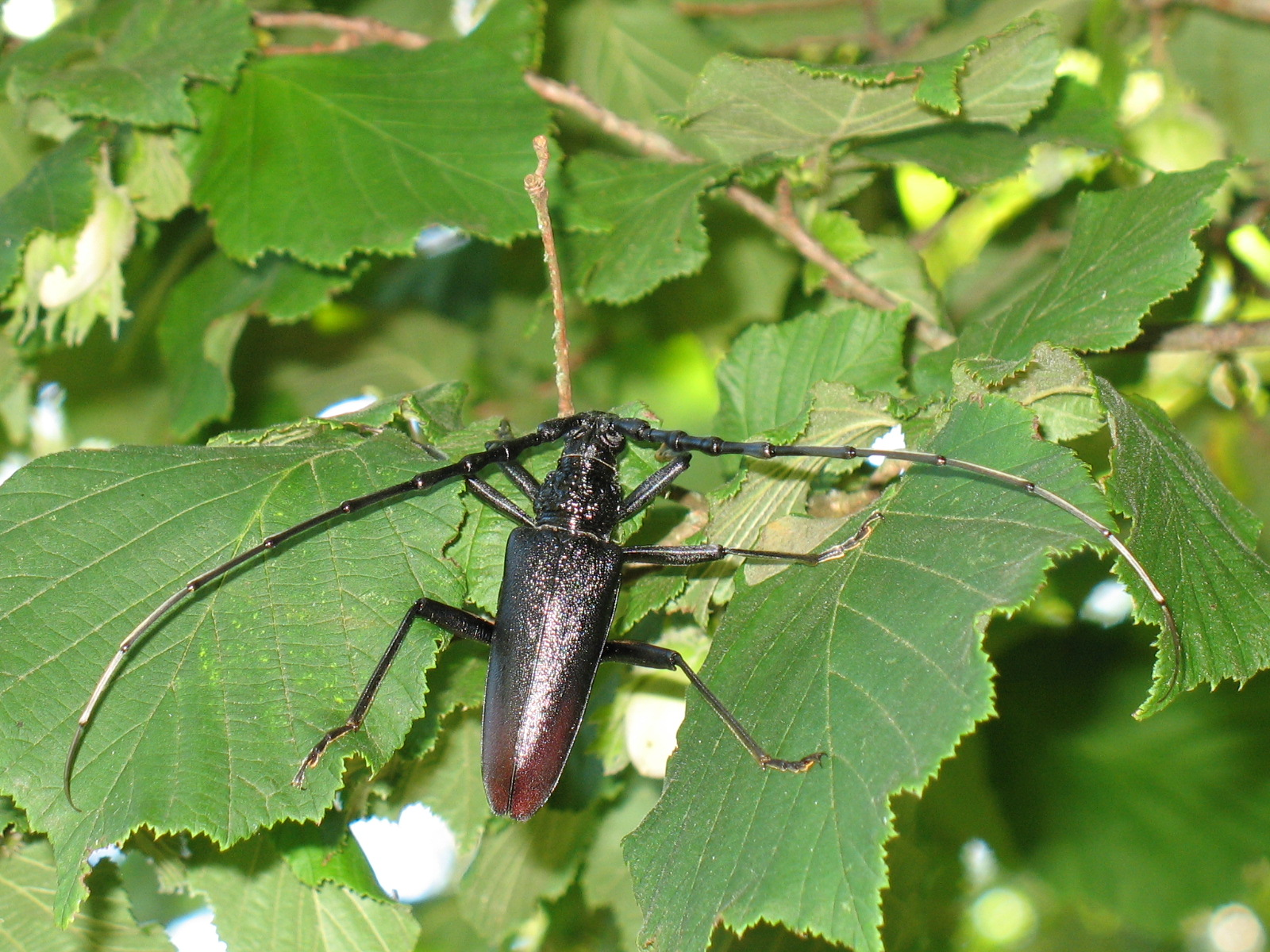
macho
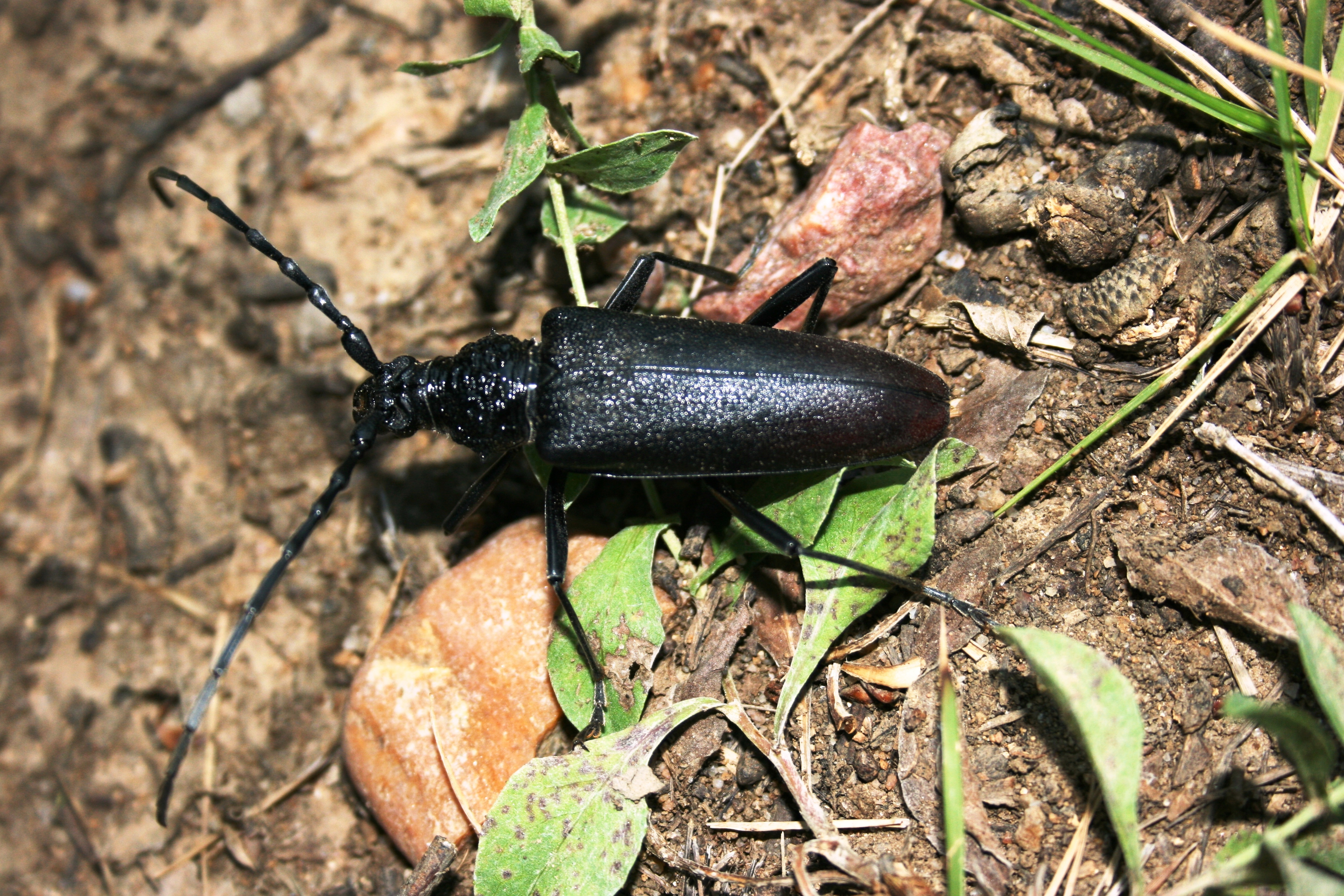
hembra
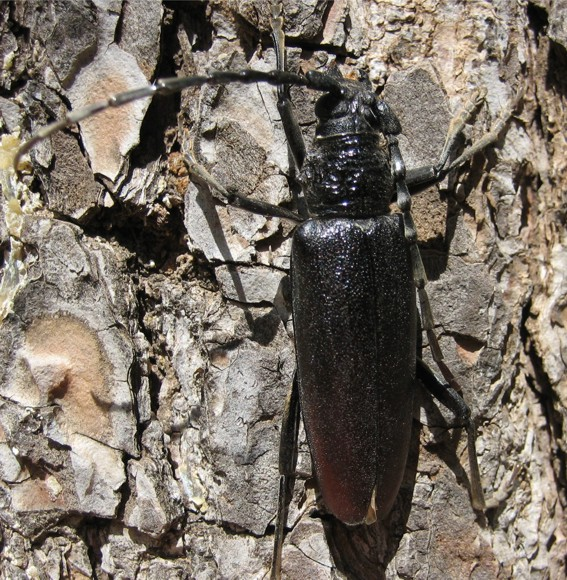
hembra
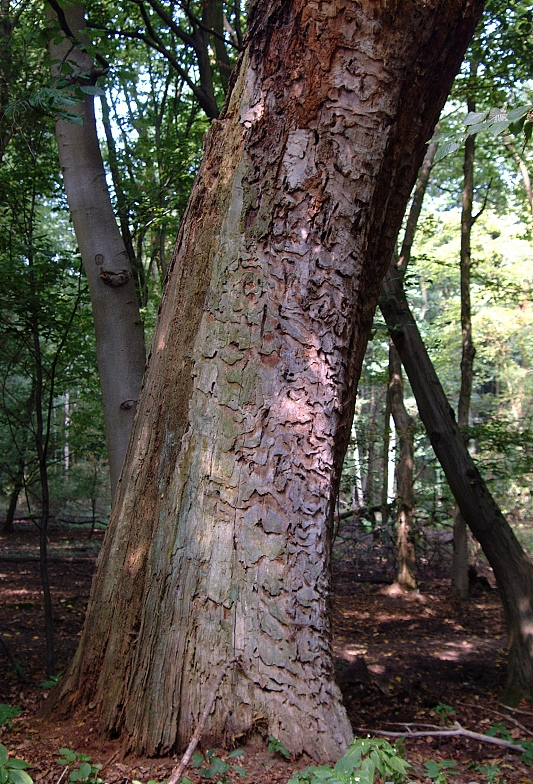
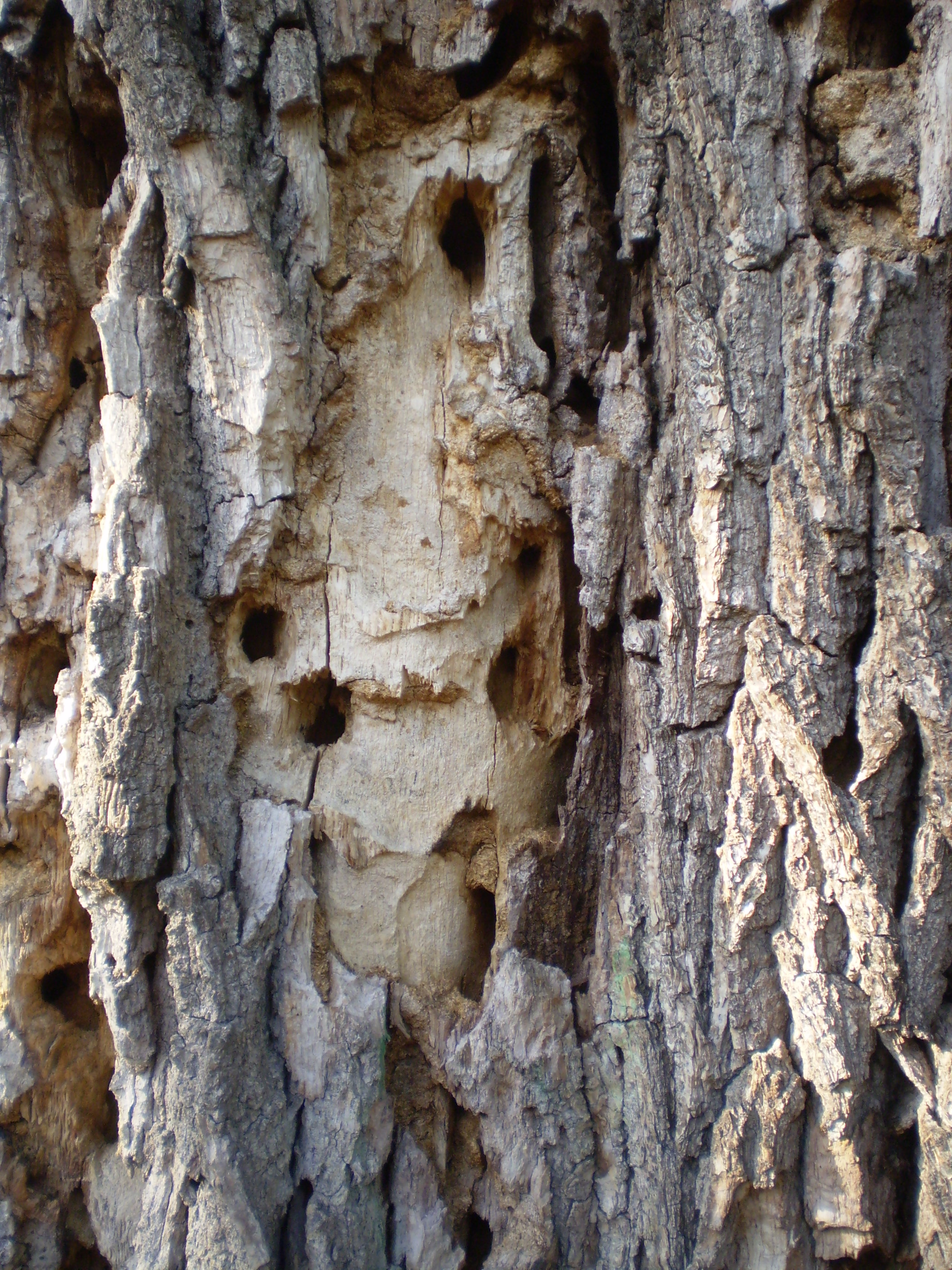
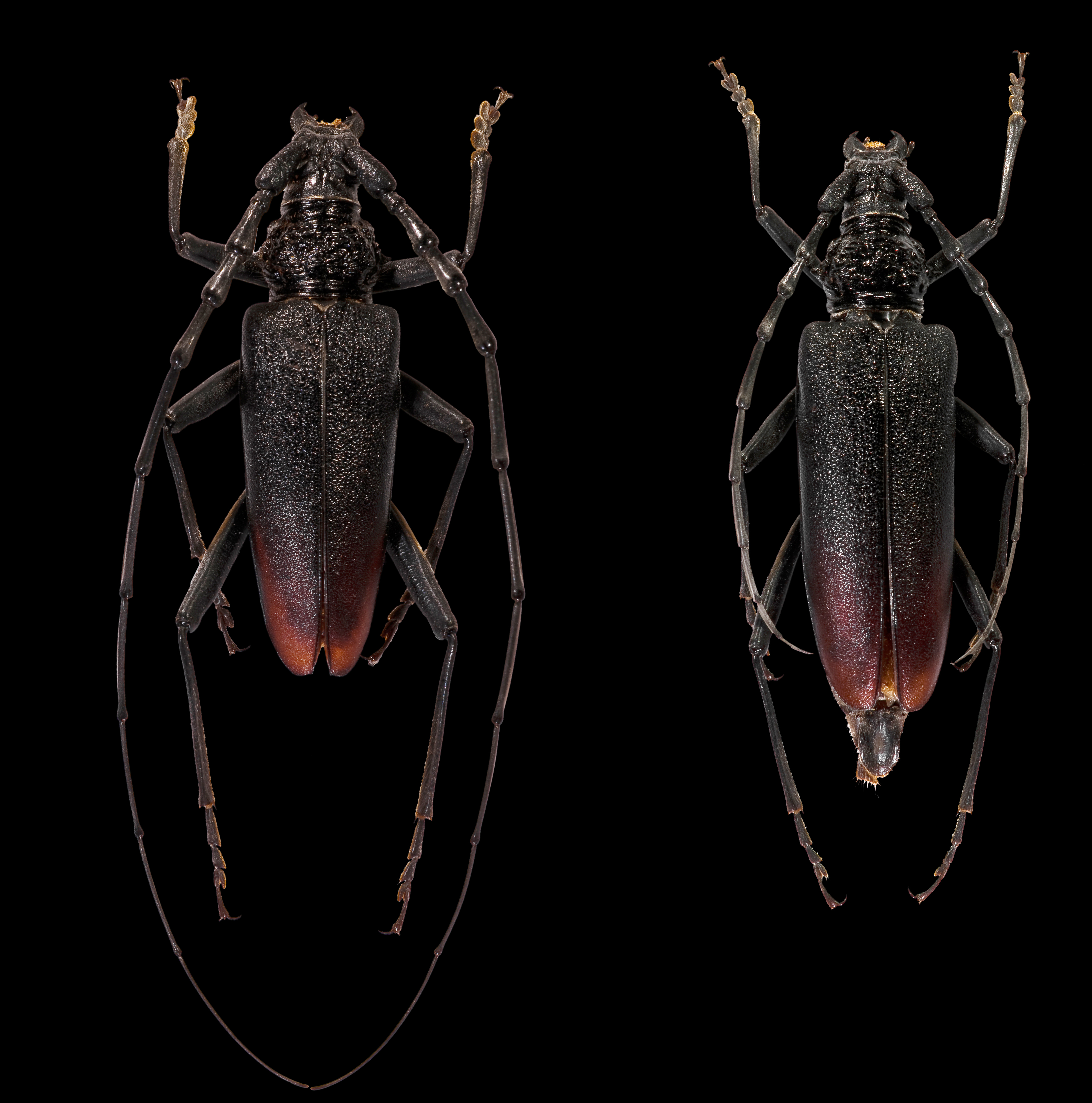
Macho y hembra
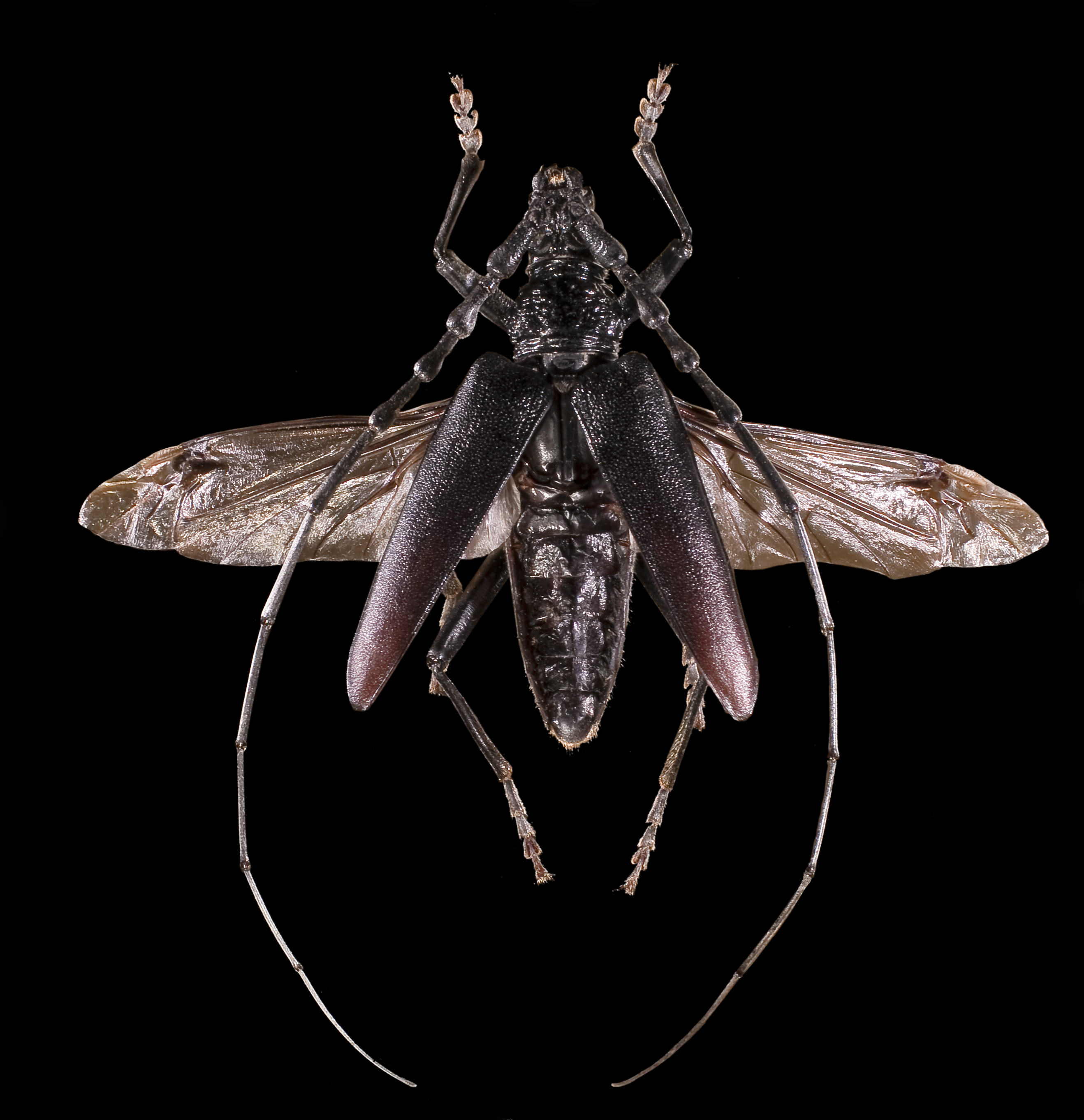
Macho en vuelo
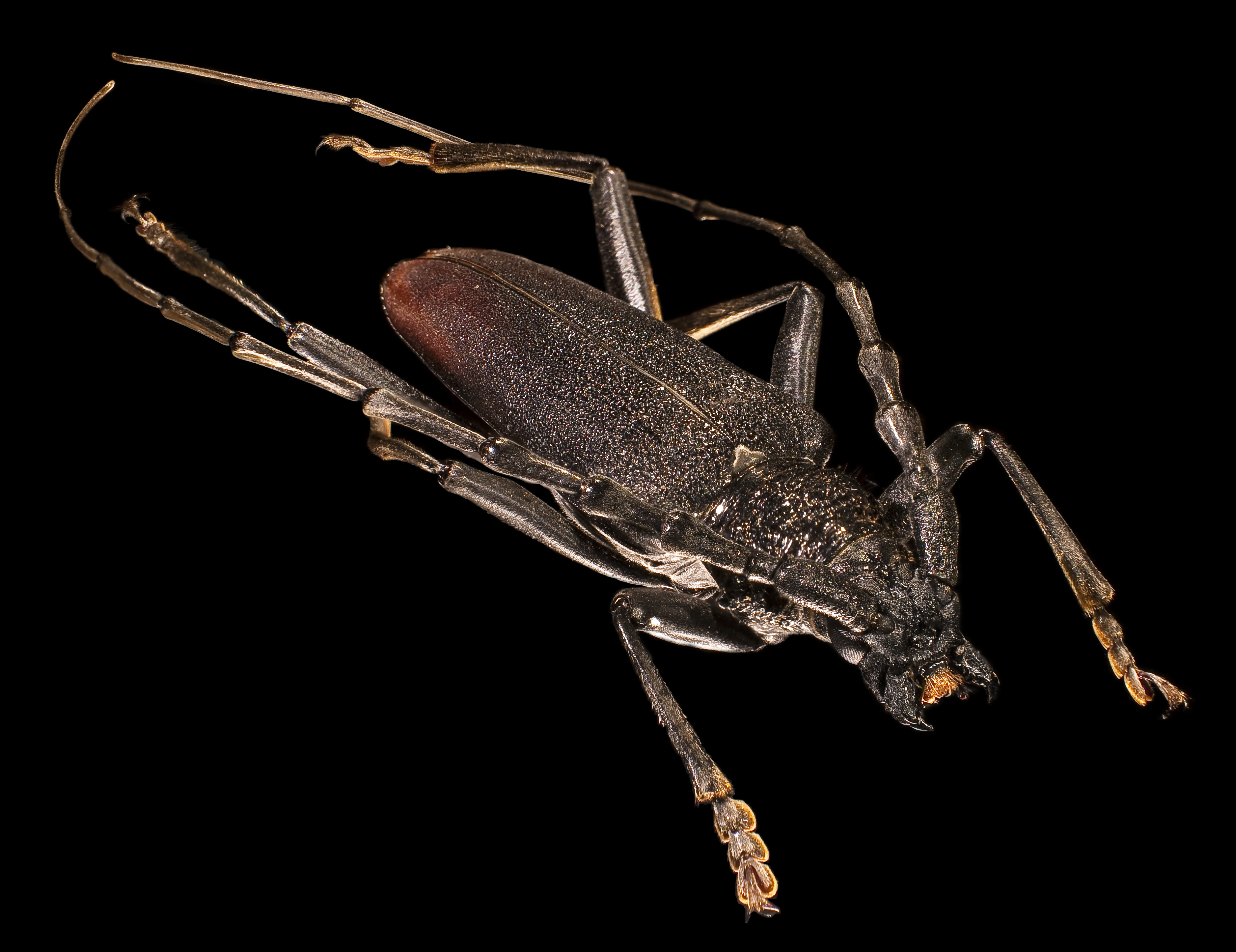
Macho
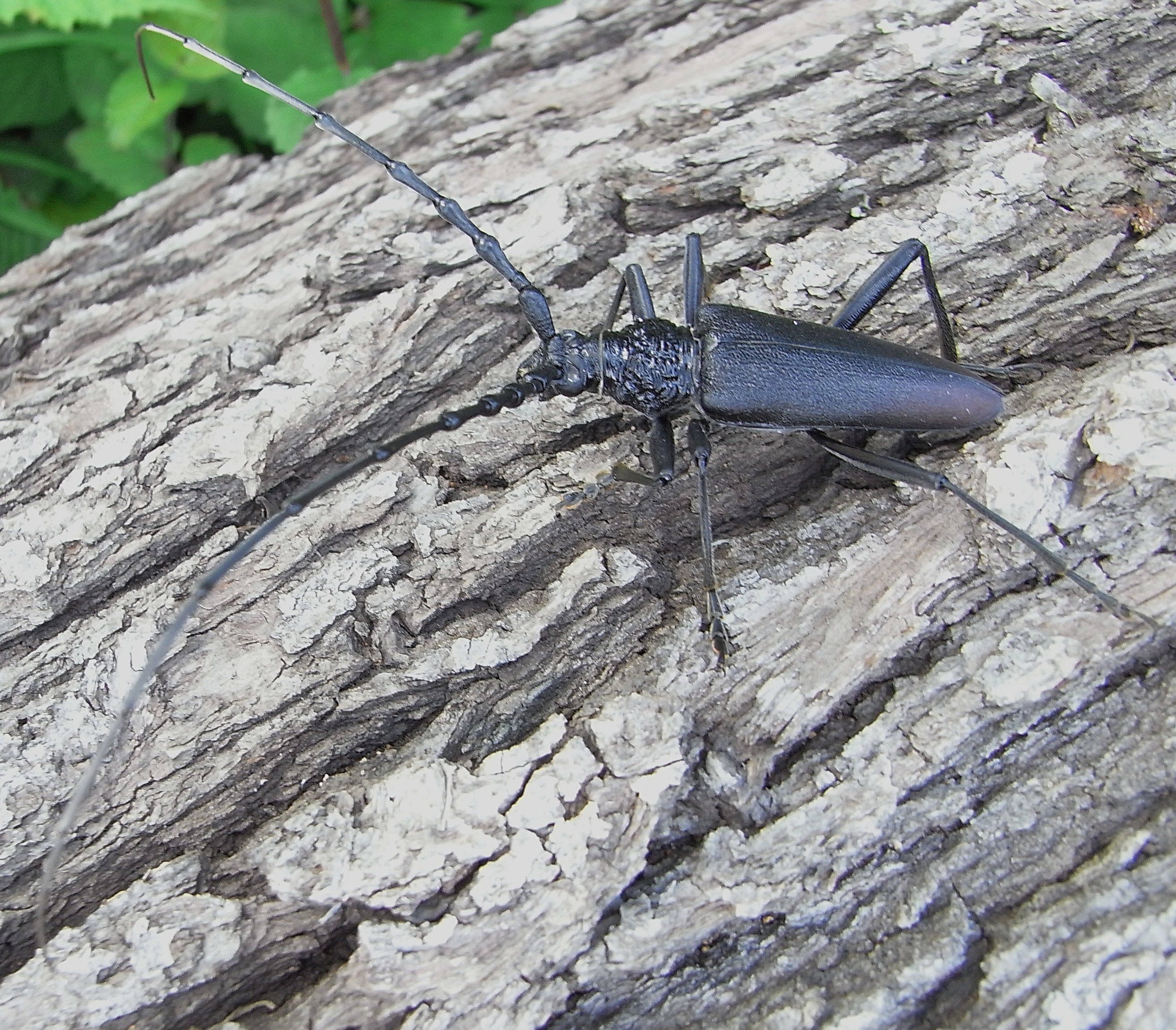
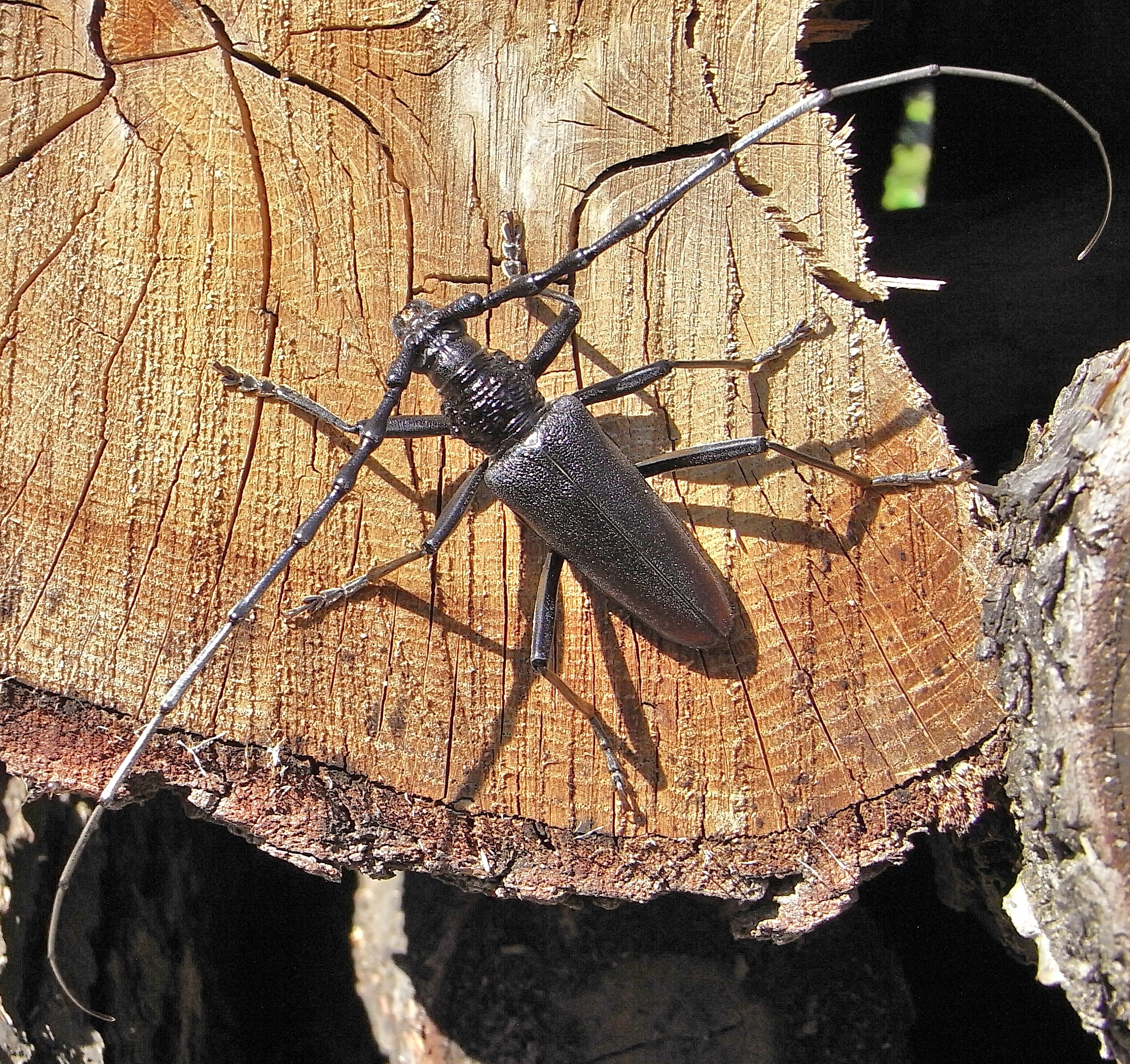
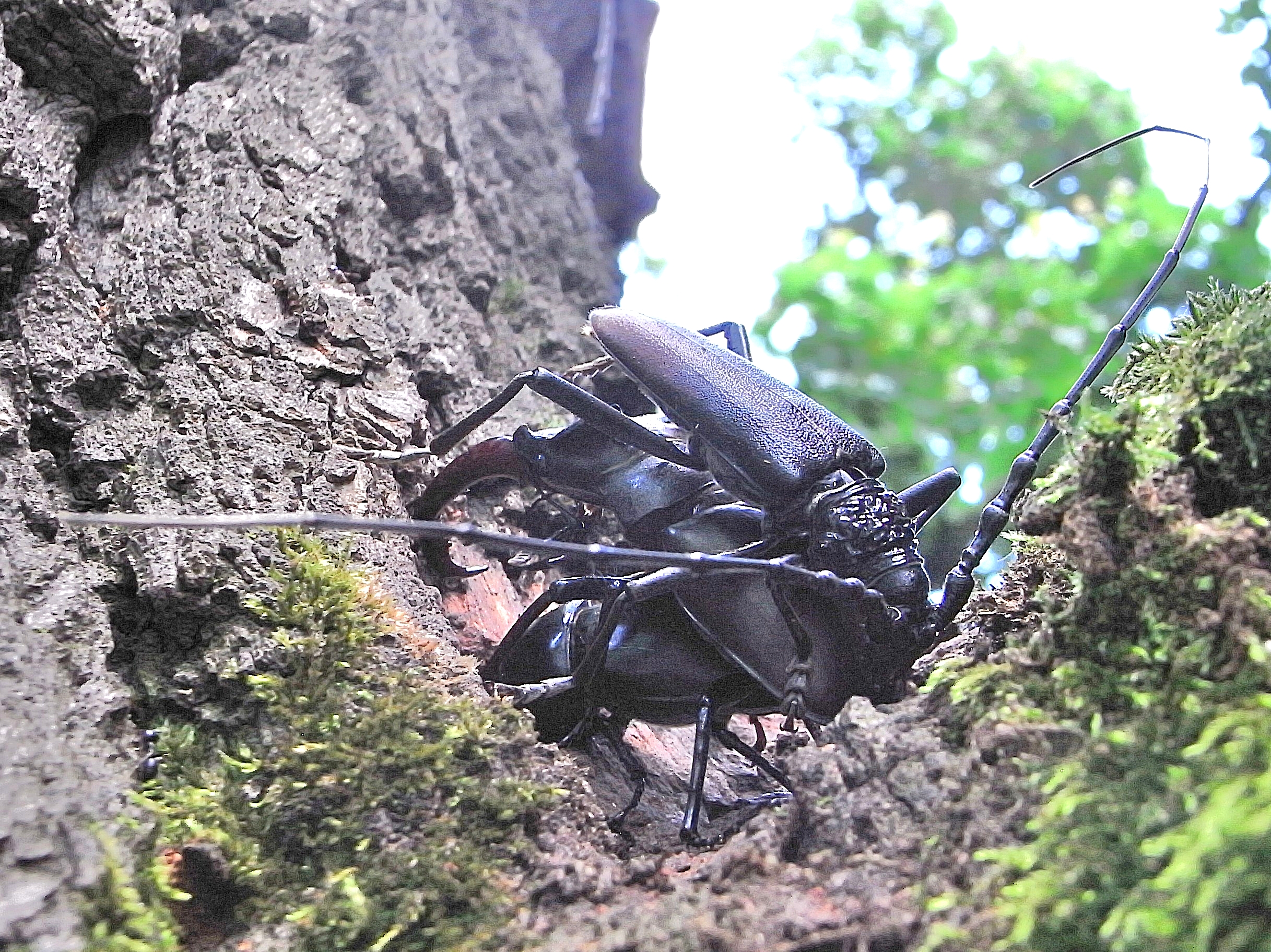
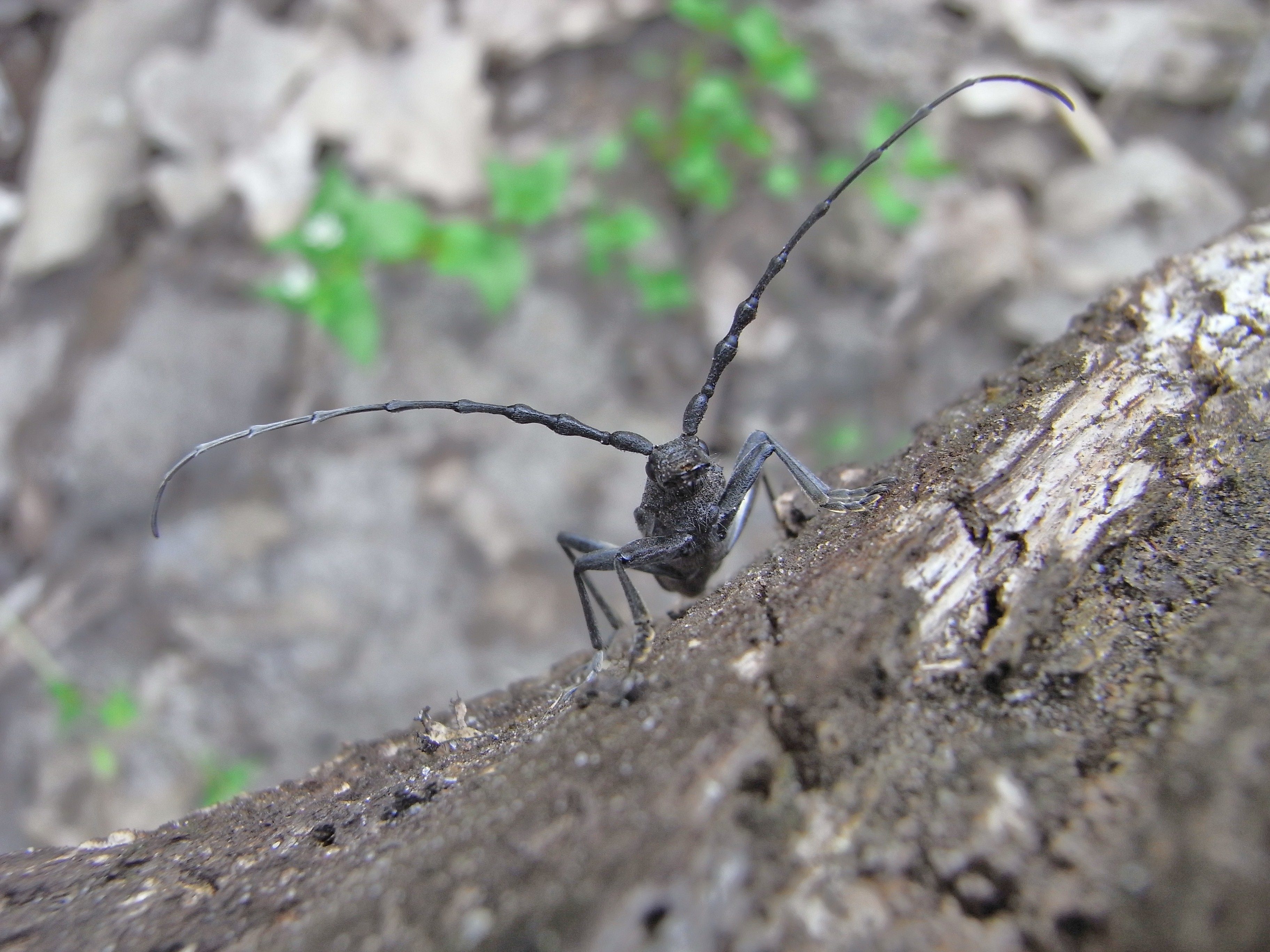
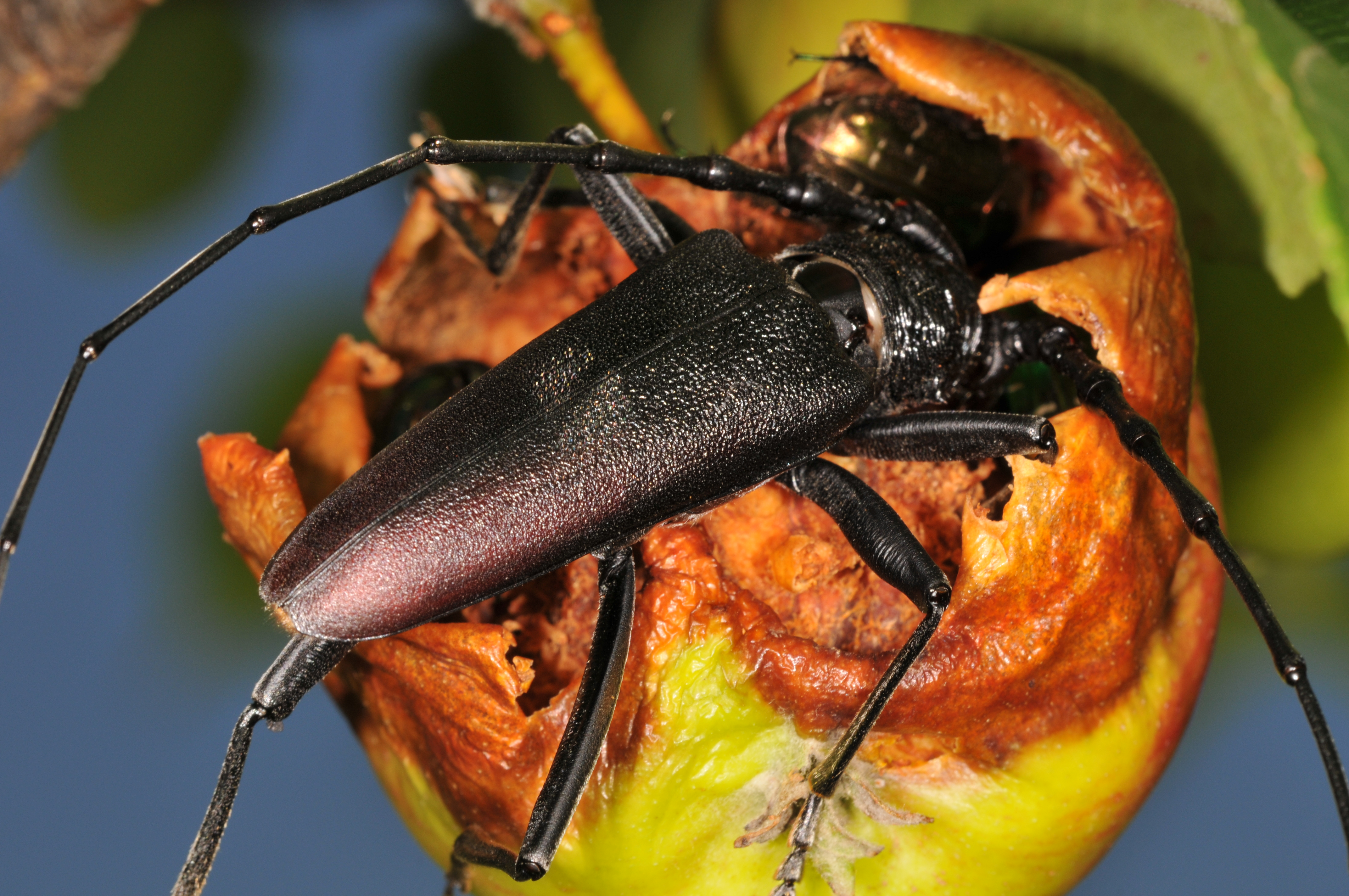
Macho